# Centre national d'incendie et de secours

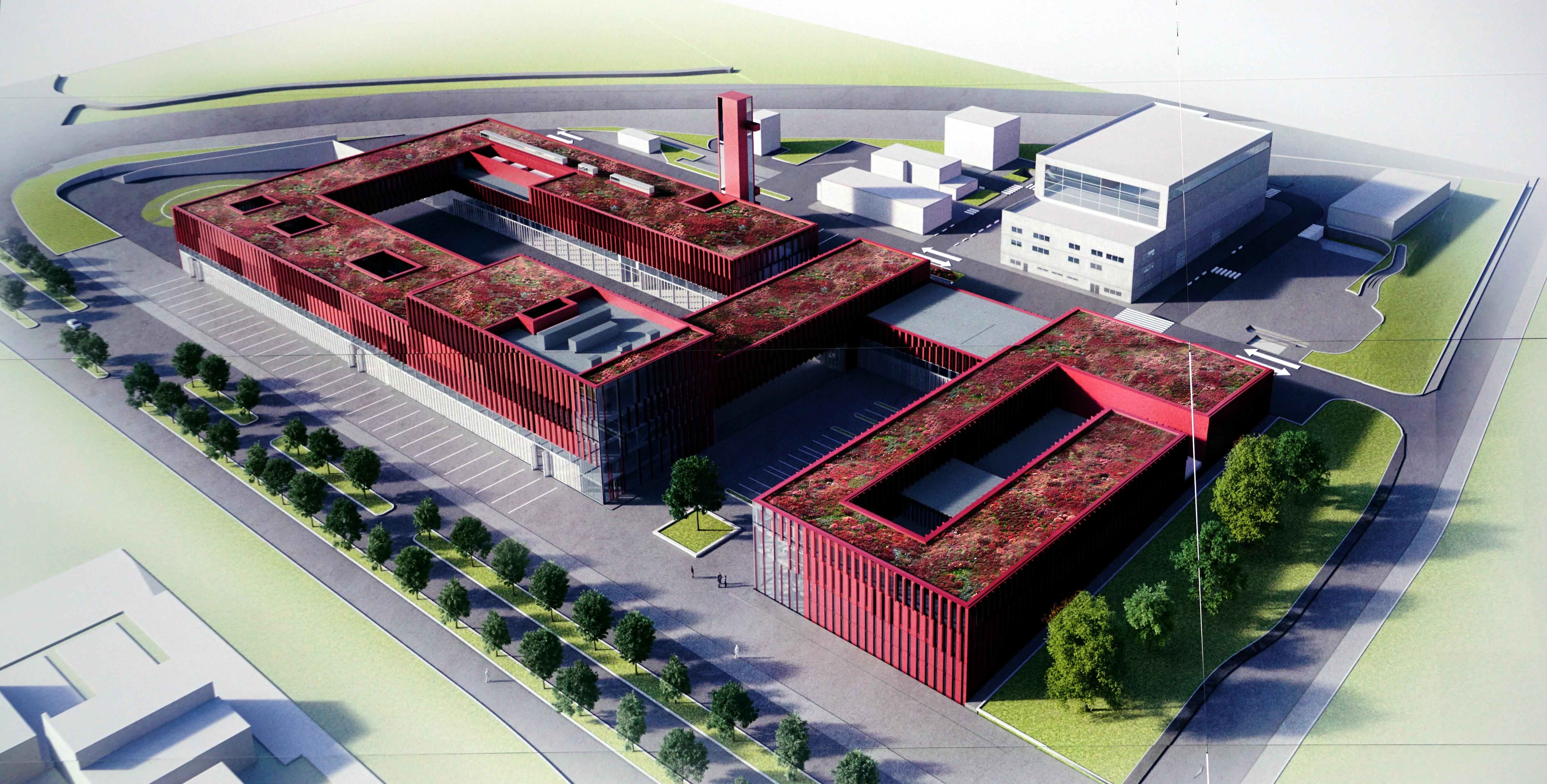
Maquette du site.

Le Centre national d'incendie et de secours (CNIS) est un bâtiment de la ville de Luxembourg qui est le siège du Corps grand-ducal d'incendie et de secours (CGDIS).

## Histoire

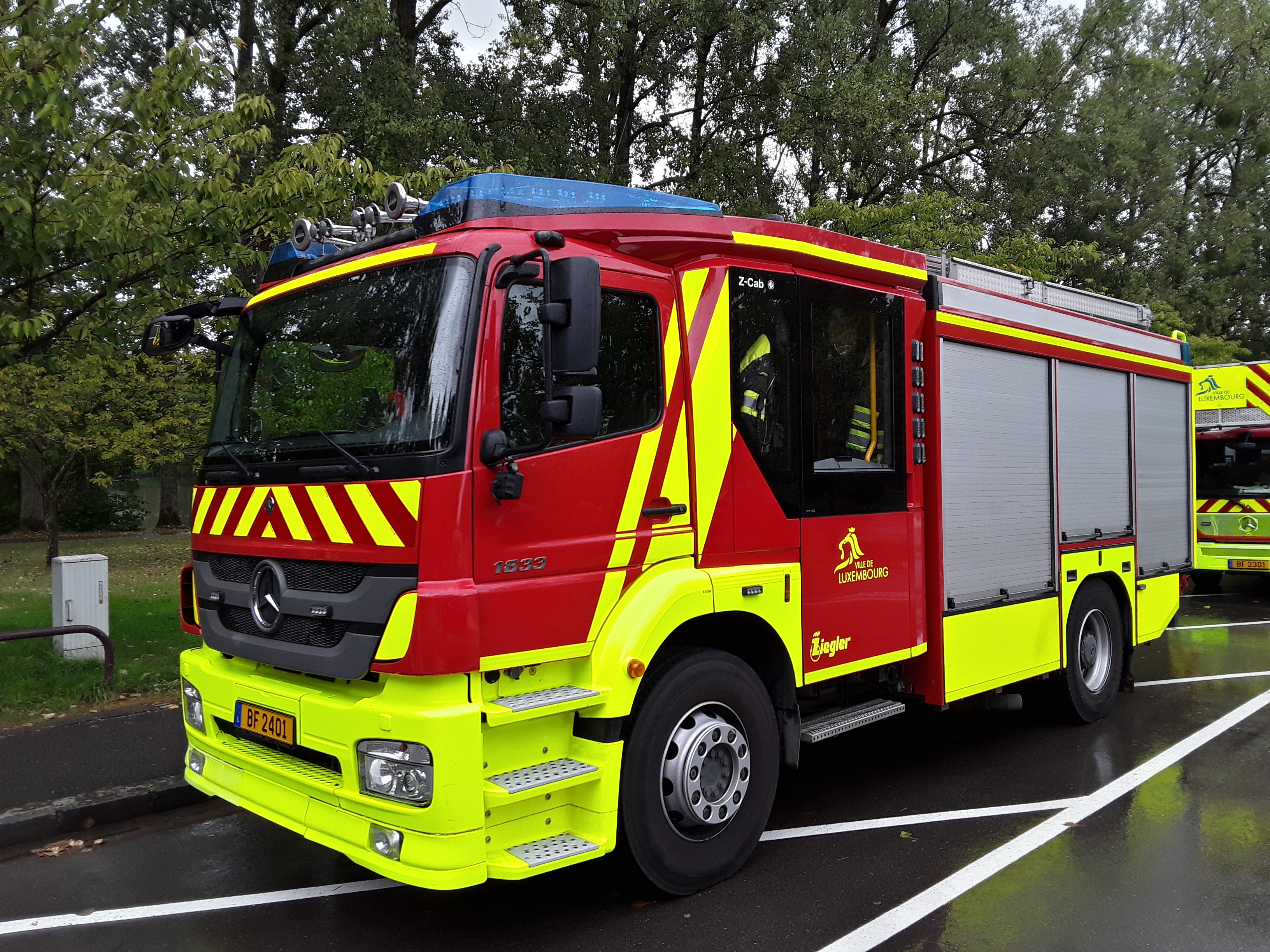
Un camion d'incendie du Corps grand-ducal d'incendie et de secours, aux couleurs de l'ancien service d'incendie de la capitale.

La création du CNIS s'inscrit dans la réforme des services de secours mise en œuvre par le projet de loi du 18 août 2015 « portant organisation de la sécurité civile et création d'un Corps grand-ducal d'incendie et de secours (CGDIS) », création effective au 1er juillet 2018.
Le cours pour le choix de l'architecte est lancé en avril 2004 et débouche en décembre suivant par le choix de BLK2 Böge Lindner K2 Architekten. L'avant-projet sommaire est établi entre 2008 et 2012, puis de 2013 à 2014 pour l'avant projet détaillé et enfin de 2014 à 2015 pour le projet définitif.
Le projet de loi relatif au chantier est déposé le 12 février 2015, le Conseil d'État rend son avis le 3 avril suivant. Le devis définitif de la zone I est approuvé le 28 septembre 2015, permettant de commencer son gros œuvre le 5 septembre 2016.
La ville est maître d'œuvre de la zone I tandis que l'État l'est pour la zone II. Le coût total, toutes taxes comprises, du chantier s'élève à 174 millions d'euros, dont 67 millions pris en charge par la ville et 74 millions par l'État luxembourgeois.
Ce projet s'est officiellement concrétisé par la pose la première pierre le 24 mars 2017, où une capsule temporelle y a été scellée.
Le terrassement de la zone II est entamée au printemps 2018, tandis que le gros œuvre de la zone I est achevée en juillet 2018.

## Description

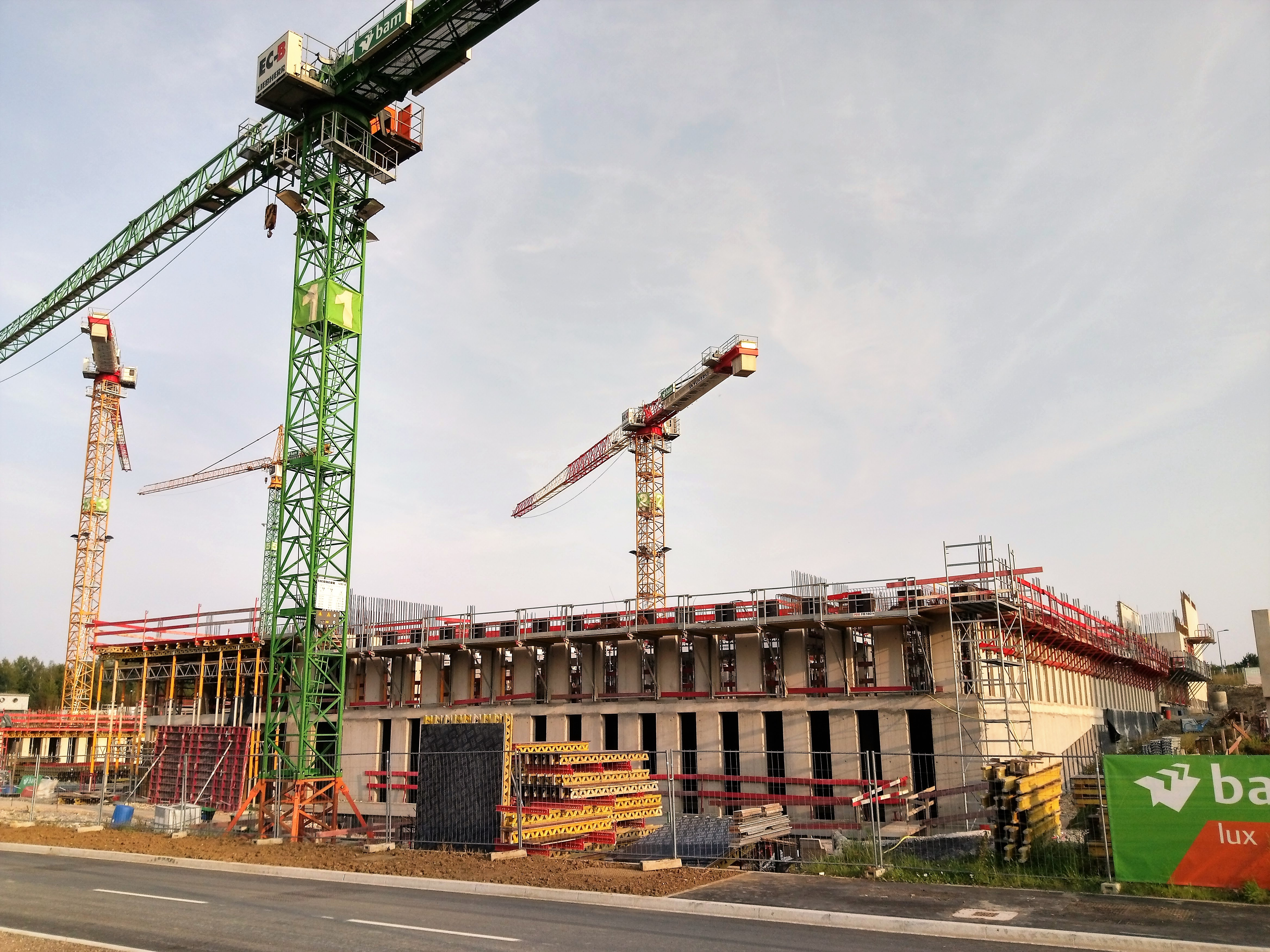
Le chantier en aout 2017.

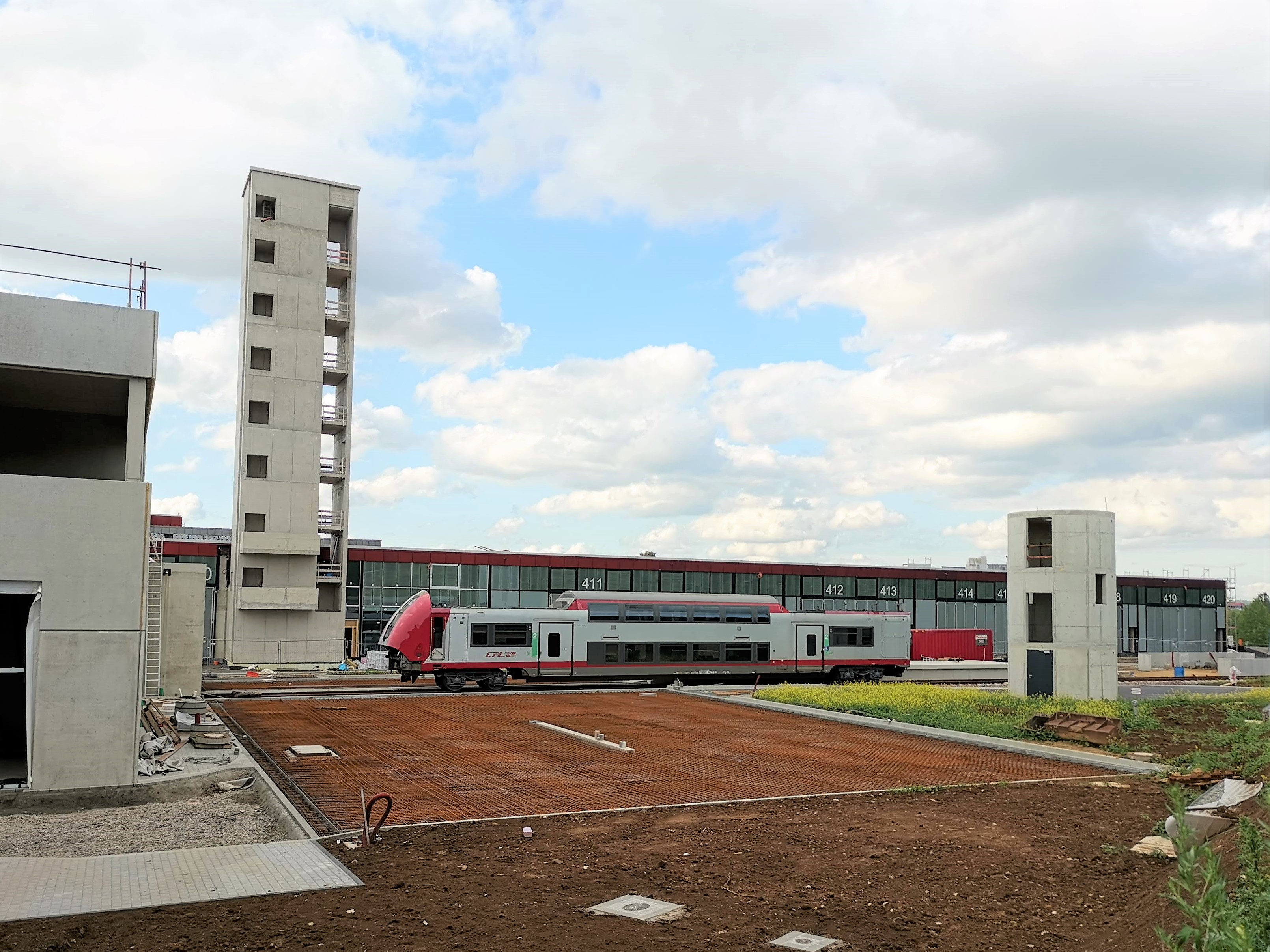
La zone d'entrainement.

Le CNIS, inauguré le 5 mai 2022, permet de regrouper en un seul site de 5,2 ha et 39 752 m2 de surface au sol totale plusieurs administrations et services de secours, :
- Le centre d'incendie et de secours (CIS) de la ville de Luxembourg (ex-service municipal, constitué de pompiers professionnels) ;
- L'administration du Corps grand-ducal d'incendie et de secours ;
- Le central des secours d’urgence (CSU-112) ;
- l'Institut national de formation des secours ;
- l'École nationale de la Protection civile ;
- l'École nationale des services d'incendie et de sauvetage.

Le complexe, situé au 3 boulevard de Kockelscheuer (lb), entre ce dernier, l'autoroute A3 et le lycée Vauban dans le nouveau quartier du ban de Gasperich (lb), est organisé en deux zones :
- la zone I (au nord du site) comprend le CIS, un secteur dédié aux pompiers volontaires, le service administratif du CGDIS, l'Institut national de formation des secours et les deux écoles nationales qui lui sont rattachées et des zones communes comme le CSU-112, la cantine ou divers locaux techniques.
- la zone II (au sud du site) correspond au plateau technique servant aux entraînements et à la formation avec des reconstitutions d'immeubles, de canalisation ou encore d'infrastructures routières et ferroviaires représentatifs des infrastructures du pays. Par exemple, une voie ferrée et un quai ont été construits pour des exercices, l'une des motrices de l'automotrice 2211 impliquée dans l'accident ferroviaire de Dudelange en 2017 a été récupérée par le CGDIS à cet effet[4].